# Stanislav Gross
Stanislav Gross (Praga, 30 ottobre 1969 – Praga, 16 aprile 2015) è stato un politico ceco.
È stato Primo ministro tra 2004 e 2005 a capo di un governo del Partito Socialdemocratico Ceco.
Colpito da sclerosi laterale amiotrofica, è deceduto per complicanze della malattia nel 2015 all'età di 45 anni.